# هوفينية حلوة
هوفينية حلوة أو شجرة الزبيب اليابانية أو الشرقية هي شجرة صلبة توجد في آسيا من شرق الصين وكوريا إلى جبال الهملايا (حتى ارتفاع 2000) م من جنس الهوفينية وتفضل النمو في وضع مشمس على التربة الرملية أو الطينية الرطبة. تشتهر الشجرة بفوائدها الصحية عند تناولها في الشاي والتي تعد شجرة زينة إلى العديد من البلدان وتؤتي ثمارها الصالحة للأكل. تعتبر واحدة من أكثر النبات الغزاة انتشارًا في الغابات شبه الاستوائية البرازيلية.